# Juridisk Institut (Aalborg Universitet)
 For alternative betydninger, se Juridisk Institut. (Se også artikler, som begynder med Juridisk Institut)
Juridisk Institut er et institut på Aalborg Universitet under Det Samfundsvidenskabelige Fakultet. Instituttet blev oprettet i 2008 og er derfor et af de nyere institutter på universitetet. 
Blandt personalet er ca. 30 videnskabelige medarbejdere og et antal ph.d.-stipendiater, samt ca. 15 administrative medarbejdere. Dertil kommer et antal eksterne undervisere.
Man underviser og forsker primært indenfor jura til brug for de studerende og ansatte på universitetets uddannelser. Forskningen har især et specielt fokus på selskabs-, erstatnings- og socialret. Der er desuden et bredt samarbejde med både erhvervslivet, domstolene, anklagemyndigheden og advokatbranchen, samt de offentlige myndigheder i Nordjylland. Institutlederen er fra 2021 professor (mso) Trine Schultz. 

## Uddannelser
Der udbydes to uddannelser, som er på både bachelor- og kandidatniveau:
- Jura
- Erhvervsøkonomi-Jura